# Аршај
Аршај (фр. Archail) је насељено место у Француској у региону Прованса-Алпи-Азурна обала, у департману Горњопровансалски Алпи.
По подацима из 2011. године у општини је живело 20 становника, а густина насељености је износила 1,54 становника/km².

## Демографија
| 1962. | 1968. | 1975. | 1982. | 1990. | 2011. |
| ----- | ----- | ----- | ----- | ----- | ----- |
| 18    | 18    | 11    | 10    | 6     | 20    |